# Šeš I.
Šeš I. je bila egipatska kraljica, žena Škorpiona II., faraona Gornjeg Egipta, s kojim je bila majka Narmera, koji je ujedinio Egipat. Moguće je da je Narmerova žena Neithotep također bila Šešino dijete. Po Šeš je nazvana njezina praunuka Šeš II.